# Nephelomys meridensis
Nephelomys meridensis és una espècie de mamífer rosegador de la família dels cricètids. És endèmic del nord-oest de Veneçuela, on viu a altituds d'entre 1.500 i 3.250 msnm. Es tracta d'un animal nocturn i omnívor. El seu hàbitat natural són les selves nebuloses. És una espècie en risc mínim, és a dir, no sembla que hi hagi cap amenaça significativa per a la seva supervivència. El seu nom específic, meridensis, significa ‘de Mérida’ en llatí.